# ワグネル・ヘナン・ヒベイロ
ワグネル・ヘナン・ヒベイロ（ポルトガル語: Wagner Renan Ribeiro、1987年11月14日 - ）は、クロアチア生まれでカタールに帰化した元サッカー選手。現役時代のポジションはMF。

## クラブ歴
ユーゴスラビア社会主義連邦共和国クロアチア社会主義共和国ヴコヴァルで生まれた。
イトゥアーノFCの下部組織に在籍した。ギリシャ・スーパーリーグのパニオニオスFCでプロとなった。
2009年にカタール・スターズリーグのアル・アハリ・ドーハに加入。2010-11シーズンでは降格プレーオフでアル・スィーリーヤSC戦でクラブ唯一の得点をあげ、アル・シャマルSC戦でハットトリックを決めて、クラブの1部残留の救世主となった。
2011年にアル・ジャイシュ・ドーハに移籍。2016年にアル・アラビ・ドーハに、2017年にアル・スィーリーヤに期限付き移籍し、同年アル・スィーリーヤに完全移籍した。

## 家族
弟のナタン・オタヴィオ・ヒベイロもカタールに帰化したサッカー選手。